# Lijst van voetbalclubs - S
Dit is een lijst van voetbalclubs met als beginletter een S.
- JS Saint-Pierroise
- Salernitana 1919
- Saint Louis Suns United
- SS Saint-Louisienne
- Sampdoria
- San Giovanni
- San Juan Jabloteh
- San Marino Calcio
- B71 Sandur
- Sandvikens AIK
- Sandvikens IF
- San Jose Earthquakes
- AD São Caetano
- São Paulo FC
- UE Sant Julià
- FC Santa Coloma
- UE Santa Coloma
- FK Sarajevo
- SCD '33
- SCD '83
- SCE
- SCG
- SCG '18
- SCH
- SCH '44
- Schoten SK
- SCI
- SCN
- SCO '63
- SCR
- SCV '58
- SCW
- SCZ
- SC Kriens
- FC Schaan
- FC Schaffhausen
- Schalke 04
- FC Schötz
- Schwarz-Weiß Bregenz
- Schwarz-Weiß 1896 Düren
- Schwarz-Weiß Essen
- Seattle Sounders FC
- Seba United FC
- SEC
- RKSV Scherpenheuvel
- CS Sedan Ardennes
- Sekondi Hasaacas FC
- Sellier & Bellot Vlašim
- RFC Seraing
- Servette FC
- ES Sétif
- Sevilla FC
- SFK Lyn
- Shabab Al-Ahli Club
- Shakhtyor Karaganda
- Shanghai SIPG
- Sharjah FC
- Sheffield United
- Sheffield Wednesday
- Silver Strikers
- RKVFC Sithoc
- Sjachtar Donetsk
- AC Siena
- Silkeborg IF
- Simba FC
- Simba SC
- FCN Sint-Niklaas
- Sint-Truiden VV
- FC Sion
- NK Široki Brijeg
- Siumut AK
- Sjinnik Jaroslavl
- Skála ÍF
- Skonto FC
- Slavia Praag
- Slavia Sofia
- Slavija Mazyr
- Sliema Wanderers
- SNL
- Sogéa FC
- Sogndal IL
- Solomon Warriors
- FC Solothurn
- SønderjyskE
- SÍ Sørvágur
- Southampton FC
- Southern United
- Spandauer SV
- Sparta Praag
- Sparta Rotterdam
- Spartak Moskou
- Spartak Myjava
- Spartak Naltsjik
- Spartak Plovdiv
- Spartak Subotica
- Spartak Tbilisi
- Spartak Varna
- Spartak Vladikavkaz
- Spartaks Jūrmala
- Sportfreunde Siegen
- Sporting Cristal
- Sporting Gijon
- Sporting Kansas City
- Sporting Limburg
- Sporting Lissabon
- SpVgg 1908 Aschersleben
- SpVgg Bayreuth
- SpVgg 08 Bockwitz
- SpVgg 02 Breslau
- SpVgg Komet 05 Breslau
- SpVgg Dresden-Löbtau 1893
- SpVgg Niedersachsen Döhren
- SpVgg 1919 Eisleben
- SpVgg Greuther Fürth
- SpVgg 1897 Hannover
- SpVgg Bayern Hof
- SpVgg ASCO Königsberg
- SpVgg 1899 Leipzig
- SpVgg 1896 Liegnitz
- SpVgg Schupo Liegnitz
- SpVgg 07 Mannheim
- SpVgg Gelb-Rot Meiningen
- SpVgg Memel
- SpVgg Ratibor 03
- SpVgg Borussia 02 Halle
- SpVgg Falkenstein
- SpVgg Unterhaching
- SpVgg Weiden
- SpVgg Zella-Mehlis 06
- Stabæk IF
- SK Staden
- SpVgg Falkenstein
- St. Johnstone FC
- FC St. Gallen
- St. George's FC
- St Georges AFC
- St Johns United AFC
- SKN St. Pölten
- St Marys AFC
- St. Mirren FC
- Stade Mandji
- FC Stade Lausanne-Ouchy
- Stade Lavallois
- Stade Malien
- Stade Nyonnais
- Stade Reims
- Stade Rennais
- US Stade Tamponnaise
- Standard Luik
- Steaua Boekarest
- Stella Club d'Adjamé
- Stoke City FC
- Sturm 07 Wien
- Stranraer FC
- RC Strasbourg
- V.V. Streefkerk
- EB/Streymur
- SV Stripfing/Weiden
- Strømsgodset IF
- Sturm Graz
- VfB Stuttgart
- SUBT
- Sūduva Marijampolė
- FC Suðuroy
- TB/FC Suðuroy/Royn
- Sunderland AFC
- FC Suryoye
- SV Meerssen
- Sydney FC
- SV Houten
- SC Zonnebeke

A · B · C · D · E · F · G · H · I · J · K · L · M · N · O · P · Q · R · S · T · U · V · W · X · Y · Z